# Астамиров, Иса Ибрагимович
Астамиров, Иса Ибрагимович (чечен. Астамирин ИбрахӀиман кӀант Ӏиса; род. 1952, Казахская ССР, — 24 января 2000, Грозный) — чеченский государственный и военный деятель. Бригадный генерал национальной армии Ичкерии, активный участник обеих чеченских войн за независимость Чеченской Республики Ичкерия от РФ. Начальник штаба командующего Юго-Западным направлением Вооруженных сил ЧРИ — Руслана Гелаева, а также его 1-й заместитель (после повышения Хизира Хачукаева в воинском звании в 1995 гг.). Министр экономики (1997), вице-премьер в экономике (1998). В 1996 году награждён высшей наградой ЧРИ — орденом «Честь Нации». 2000 году повторно Указом президента Чеченской Республики Ичкерия Аслана Масхадова посмертно награждён высшей наградой ЧРИ — орденом: «Честь Нации».

## Биография
Астамиров родился в Казахской ССР в 1952 году в период депортации чеченцев, получил высшее образование в Казахстане. По национальности — чеченец из тайпа Терлой.
По профессии инженер-строитель. Некоторое время работал в Свердловской и Пермской областях. Потом переехал жить в Москву, где начал заниматься бизнесом.
В 1994 году Астамиров уехал на родину в Чеченскую республику, долю заработанных денег оставил для своей семьи, остальную часть выделил на ЧРИ.
С 1995 года начальник штаба Юго-Западного Фронта ВС ЧРИ, которым командовал Руслан Гелаев, одновременно с этим занимал должность 1-го заместителя Гелаева (после повышения Хизира Хачукаева в воинском звании в 1995 гг.). Бригадный генерал ВС ЧРИ.
Масхадовым был назначен на должность министра экономики (3 июня 1997), в том же году (23 октября 1997) был уволен и 1999 году назначен вице-премьером в этой же отрасли. Погиб 24 января 2000 года в Грозном. До начала войны в Чечне поступил в аспирантуру по экономике, но в связи с войной не смог закончить учебу дальше.
Погиб в бою 24 января 2000 года в Грозном во время активных боестолкновений сепаратистов и федеральных войск.
Дважды награждён высшей наградой ЧРИ — орденом: «Честь Нации». Первый раз — в 1996 году, второй раз — после гибели, посмертно.

## Семья
Был женат, родились дети. Два сына и две дочки. Супруга — Тамуса Джукалаева.